# Налимка (приток Лесного Зая)
Налимка — река в России, протекает по Татарстану. Устье реки находится в 24 км по правому берегу реки Лесной Зай. Длина реки составляет 14 км, площадь водосборного бассейна 96,5 км².

## Данные водного реестра
По данным государственного водного реестра России относится к Камскому бассейновому округу, водохозяйственный участок реки — Кама от Нижнекамского гидроузла и до устья, без реки Вятка, речной подбассейн реки — бассейны притоков Камы до впадения Белой. Речной бассейн реки — Кама.